# Gunda leefmansi
Gunda leefmansi är en fjärilsart som beskrevs av Walter Karl Johann Roepke 1924. Gunda leefmansi ingår i släktet Gunda och familjen silkesspinnare. Inga underarter finns listade i Catalogue of Life.